# Algebra Universalis
Algebra Universalis est une revue mathématique à comité de lecture centrée sur l'algèbre universelle et la théorie des treillis. 
Le journal a été créé en 1971. 
Il est édité par Springer Science+Business Media. L'éditeur en chef est, en 2020, Friedrich Wehrung (université de Caen). L'éditeur en chef fondateur est George Grätzer.
Les éditeurs en chef émérites sont Nathan Mendelsohn, Alfred Tarski et Bjarni Jónsson.

## Description
Algebra Universalis publie des articles sur l'algèbre universelle, la théorie des treillis et les domaines connexes. De manière plus pragmatique, on pourrait définir les domaines d'intérêt de la revue comme l'union des domaines d'intérêt des membres du comité de rédaction. En plus des articles de recherche, la revue est également intéressée par la publication d'articles de synthèse, pourvu qu'ils ne soient pas trop long.
Les collections thématiques (Topical Collections ou TC) sont un nouveau concept dans la politique éditoriale de la revue Algebra Universalis, et elles remplacent l'ancien format dse numéros spéciaux. La raison de ce changement est la politique de publication en continu appliquée depuis 2018. Avec ce système, tout article accepté est publié en ligne immédiatement, et affecté au volume courant. Cela implique que les articles thématiques précédemment réunis dans un numéro spécial sont mélangés à d'autres articles de revues. Chaque collection thématique a un onglet spécial sur le site web de l'Algebra Universalis de Springer permettant de visualiser uniquement les articles de ce numéro spécial.
La revue publie 1 volume par an composé de 4 numéros. un volume annuel contient environ 1000 pages. Le facteur d'impact est de 0,667 en 2018.
La revue est indexée, et les résumés sont publiés, par les basas de données usuelles de Springer, et notamment : Current Contents, Google Scholar, Journal Citation Reports/Science Edition, Mathematical Reviews, SCImago, Scopus, Science Citation Index Expanded, zbMATH.

## Article lié
- Liste des journaux scientifiques en mathématiques